# Zimpel (Boxberg)
Zimpel, obersorbisch Cymplⓘ, ist ein Ortsteil der ostsächsischen Gemeinde Boxberg/O.L. im Landkreis Görlitz. Mit etwa 90 Einwohnern gehört Zimpel zu den kleineren Ortsteilen der Gemeinde und zählt zum offiziellen sorbischen Siedlungsgebiet in der Oberlausitz.

## Geographie
Zimpel liegt rund drei Kilometer südöstlich von Klitten an der Straße nach Förstgen. Südöstlich von Zimpel schließt sich Tauer an. Durch den Ort fließt das Weigersdorfer Fließ.
Zimpel und Tauer liegen von Wäldern umgeben in der Oberlausitzer Heide- und Teichlandschaft. In östlicher und westlicher Richtung sind die nächsten Ortschaften jeweils rund fünf Kilometer entfernt.

## Geschichte

### Ortsgeschichte
Funde eines mittelbronzezeitlichen Gräberfeldes in der Dorfmitte belegen eine frühgeschichtliche Siedlungstätigkeit.
Urkundlich erwähnt wird Zympel im Jahr 1485 in einem Görlitzer Bekenntnisbuch durch ein Mordeingeständnis: Vnger von Zcymel had Libnaw irslagen. Zimpel ist nach Klitten eingepfarrt und erlebte dadurch 1555 die Reformation.
Die Gebrüder von Metzradt auf Reichwalde verkauften das Rittergut 1572 an Caspar von Nostitz, dem die Herrschaft Jahmen gehörte. Wolf Christian von Schönberg kaufte das Gut im Jahr 1700, es blieb bis 1780 in Familienbesitz.
Nach den Befreiungskriegen lag Zimpel in dem Teil der Oberlausitz, den das Königreich Sachsen an das Königreich Preußen abtreten musste. 1816 wurde die Landgemeinde dem neu gegründeten Landkreis Rothenburg (Ob. Laus.) zugeordnet. Seit 1828 war der Görlitzer Johann Friedrich Neu Rittergutsbesitzer von Zimpel. Die Einwohner gestalteten ihren Lebensunterhalt durch Land- und Forstwirtschaft, daneben wurde durch die Gutsherrschaft Fischzucht betrieben. Außerdem von Bedeutung war eine Mahl- und Schneidemühle. Gutsbesitzer im 20. Jahrhundert war Hugo Stinnes.
Nachdem unter anderem die Einwohnerzahlen bereits seit der zweiten Hälfte des 19. Jahrhunderts für beide Gemeinden zusammen erhoben wurden, erfolgte 1928 die Eingemeindung von Tauer. Fünf Jahre später wurde im März 1933 der Gemeindename in Zimpel-Tauer geändert.
Gegen Ende des Zweiten Weltkriegs brannten das Dorf und das Gut ab.
Zimpel-Tauer wurde am 1. Januar 1973 nach Klitten eingemeindet. Durch die Eingemeindung Klittens ist Zimpel seit dem 1. Februar 2009 ein Ortsteil von Boxberg.

### Bevölkerungsentwicklung
| Jahr | Einwohner |
| ---- | --------- |
| 1825 | 154       |
| 1999 | 125       |
| 2003 | 94        |
| 2008 | 91        |
| 2020 | 91        |

Im Jahr 1777 wirtschafteten sechs besessene Mann in Zimpel.
Die Einwohnerzahl lag 1825 bei 154. Die weitere Betrachtung der Einwohnerzahlen wird dadurch erschwert, dass die Erhebungen der Einwohnerzahlen für Zimpel mit dem etwa gleich großen Tauer zusammen erfolgten. Bis auf 339 Einwohner im Jahr 1871 hatten Zimpel und Tauer zusammen seit den 1880er Jahren weniger als 300 Einwohner.
Obwohl 1863 ein 80-prozentiger und 1884 ein 98-prozentiger sorbischer Bevölkerungsanteil ermittelt wurde, kam der Weißwasseraner Rektor Robert Pohl 1924 zum Ergebnis, dass das Dorf „fast nur von Deutschen bewohnt“ ist. Tatsächlich erfolgt der Sprachwechsel zum Deutschen hier überwiegend in der ersten Hälfte des 20. Jahrhunderts, jedoch zählt Ernst Tschernik 1956 einen sorbischsprachigen Bevölkerungsanteil von immerhin noch 32,4 % in der Gemeinde Zimpel-Tauer.
Während 1999 noch 125 Einwohner gezählt wurden, waren es 2008 nur noch 91.

### Ortsname
Der Ortsname geht nach Meinung Hans Walthers auf das mittelhochdeutsche Wort für ‚Zipfel‘, ‚spitzes Ende‘ zurück und spiegelt somit seine Lage wider.

## Persönlichkeiten
- Heinz Roy (1927–2019), deutsch-sorbischer Komponist, geboren in Zimpel